# Lindbergh – Mein Flug über den Ozean
Lindbergh – Mein Flug über den Ozean (Originaltitel: The Spirit of St. Louis) ist eine US-amerikanische Filmbiografie von Billy Wilder aus dem Jahr 1957. Der Film basiert auf dem gleichnamigen autobiographischen Buch von Charles A. Lindbergh.

## Handlung
Der Film schildert das Abenteuer der ersten Alleinüberquerung des Atlantiks von New York nach Paris ohne Zwischenlandung durch den berühmten Flieger Charles Lindbergh. Die Handlung beginnt am 20. Mai 1927, dem Abend vor dem Start. Lindbergh denkt in Rückblicken über seine bisherige fliegerische Laufbahn als Farmflieger und Armeepilot, als Fluglehrer und Postflieger sowie über die Schwierigkeiten beim Bau und der Finanzierung seines Flugzeuges für den Abenteuerflug über den Atlantik nach. Schließlich hebt er nach einem schwierigen Start auf dem Roosevelt Field in Long Island ab und ist fortan über viele Stunden ganz allein in der winzigen Flugzeugkabine der „Spirit of St. Louis“. Immer wieder muss er in der Einsamkeit über wichtige Ereignisse in seinem Leben nachdenken. Schließlich entdeckt er eine Fliege im Cockpit, die als einziges Lebewesen mit ihm an Bord ist, und beginnt sich mit ihr zu unterhalten. Unterwegs schläft er schließlich ein und verliert die Orientierung. Die Maschine vereist und droht abzustürzen. Lindbergh ist sich zwischendurch nicht sicher, wo er sich befindet. Völlig übermüdet landet er schließlich doch in Le Bourget bei Paris, wo er von einer riesigen Menschenmenge frenetisch gefeiert wird.

## Produktionshintergrund
Der Film wurde seinerzeit ein kommerzieller Misserfolg. James Stewart, der Lindberg im Alter von 25 Jahren darstellt, war bereits Ende 40, als der Film gedreht wurde. Zuvor hatte Warner Brothers versucht, einen altersentsprechenden Schauspieler für die Rolle zu finden. Der Wunschkandidat John Kerr lehnte ab, da Lindbergh während des Zweiten Weltkrieges ein Antisemit und Sympathisant des Nationalsozialismus war, und er diesen nicht als Sympathieträger darstellen wollte.

## Deutsche Synchronfassung
Die deutsche Fassung wurde 1957 bei der Riva-Synchron in München erstellt.
| Rolle                    | Darsteller         | Synchronsprecher    |
| ------------------------ | ------------------ | ------------------- |
| Charles ‚Slim‘ Lindbergh | James Stewart      | Peter Pasetti       |
| Bud Gurney               | Murray Hamilton    | Niels Clausnitzer   |
| Benjamin Frank Mahoney   | Barlett Robinson   | Wolf Ackva          |
| Pater Hussman            | Marc Connelly      | Walter Holten       |
| Donald Hall              | Arthur Space       | Christian Marschall |
| Louie                    | Jack Daly          | Erich Ebert         |
| Harry Knight             | Robert Cornthwaite | Klaus Havenstein    |
| Harold Bixby             | David McMahon:     | Wolfgang Büttner    |
| Earl Thompson            | James O’Rear       | Leo Bardischewski   |
| O.W. Schultz             | Charles Watts      | Ernst Konstantin    |
| Captain                  | Carleton Young     | John Pauls-Harding  |

## Auszeichnungen
Der Film wurde 1958 für einen Oscar in der Kategorie Beste visuelle Effekte nominiert. Für die Spezialeffekte war Louis Lichtenfield verantwortlich.

## Kritik
„Obgleich der Film Passagen von großer abenteuerlicher Spannung bietet, ist er oft zu ausführlich und detailverliebt und hat durch den notgedrungenen schauspielerischen Alleingang des sehr guten James Stewart einige Längen. Erstaunlich ist Billy Wilders Einfallsreichtum bei der Leistung, den buchstäblich über weite Strecken im winzigen Cockpit der Maschine spielenden Film im überbreiten Scope-Format zu inszenieren.“

„Die äußere und innere Dramatik des ersten Flugs über den Ozean wird in dem Film, der ab 10 empfohlen werden kann, eindrucksvoll widergespiegelt.“